# کوسکیه‌وو
کوسکیه‌وو (انگلیسی: Kusekeyevo) یک شهرک در شهرستان بیرسکی باشقیرستان کشور روسیه است.